# Tatevs vingar
Tatevs vingar (armeniska: Տաթևի թևեր Tatevi tever) är en 5 765 meter lång linbana mellan byn Halidzor och Tatevklostret i Siunikprovinsen i Armenien, 250 kilometer sydost om huvudstaden Jerevan. Linbanan byggdes på tio månader  och blev klar den 16 oktober 2010. Det är världens längsta reversibla  luftburna linbana, som består av endast en sektion , och den 23 oktober 2010 fastställde Guinness World Records att Tatevs vingar är  "Världens längsta dubbelspåriga nonstop-linbana".
Banan löper mellan de två stationerna Tatev, 1 548 meter över havet och Halidzor, 1 535 meter över havet, så nivåskillnaden mellan de två stationerna är tretton meter. Den har två kabiner, med plats för tjugofem passagerare och en steward vardera. En resa från Halidzor-stationen till Tatevklostret tar cirka tolv minuter. Att färdas motsvarande sträcka med bil längs serpentinvägen över Vorotanravinen tar minst 40 minuter. Banans maximala höjd över marken är 330 meter. Den maximala, sammanlagda kapaciteten är 120 passagerare per timme. Tre kraftiga stöttor (torn) med en höjd på 60, 58 respektive 20 meter delar upp kablarna i fyra sektioner. Den längsta sektionen är 2,7 kilometer lång och har utsikt över Tatevs klosterkomplex.

## Historik
Byggandet av linbanan utgör en del av ett utvecklings- och bevarandeprojekt för Tatev, och initierades av affärsmannen Ruben Vardanjan och Veronika Zonabend. Den byggdes av österrikisk-schweiziska  Doppelmayr/Garaventa-gruppen.
Projektet är icke-kommersiellt. Hela vinsten investeras i restaureringen av Tatevklostret och utvecklingen av lokalsamhället.

## Projektkostnad
Fram till december 2017 har ett belopp av över 22 miljoner US-dollar investerats i Tatev-projektet, fördelat enligt följande: 
- 16 miljoner US-dollar, konstruktionskostnad
- Över en miljon US-dollar, byggkostnad Tatevatun Restaurant
- 1,5 miljoner US-dollar, utveckling av infrastrukturen
- Cirka 670 000 US-dollar, övrig områdesutveckling

## Passagerarstatistik
Under perioden oktober 2010 - december 2017 har över 640 000 passagerare åkt med Tatevs vingar. 
|      | Kvartal I | Kvartal II | Kvartal III | Kvartal IV | Totalt  |
| 2010 |           |            |             | 9 108      | 9 108   |
| 2011 | 1 964     | 18 894     | 33 890      | 6 201      | 60 949  |
| 2012 | 994       | 18 605     | 42 317      | 8 448      | 70 364  |
| 2013 | 1 092     | 17 154     | 47 941      | 7 598      | 73 785  |
| 2014 | 1 834     | 26 524     | 59 377      | 9 651      | 97 386  |
| 2015 | 1 495     | 29 706     | 57 423      | 9 030      | 97 654  |
| 2016 | 3 087     | 24 853     | 57 119      | 11 262     | 96 321  |
| 2017 | 3 855     | 39 252     | 74 712      | 17 332     | 135 151 |

## Bildgalleri

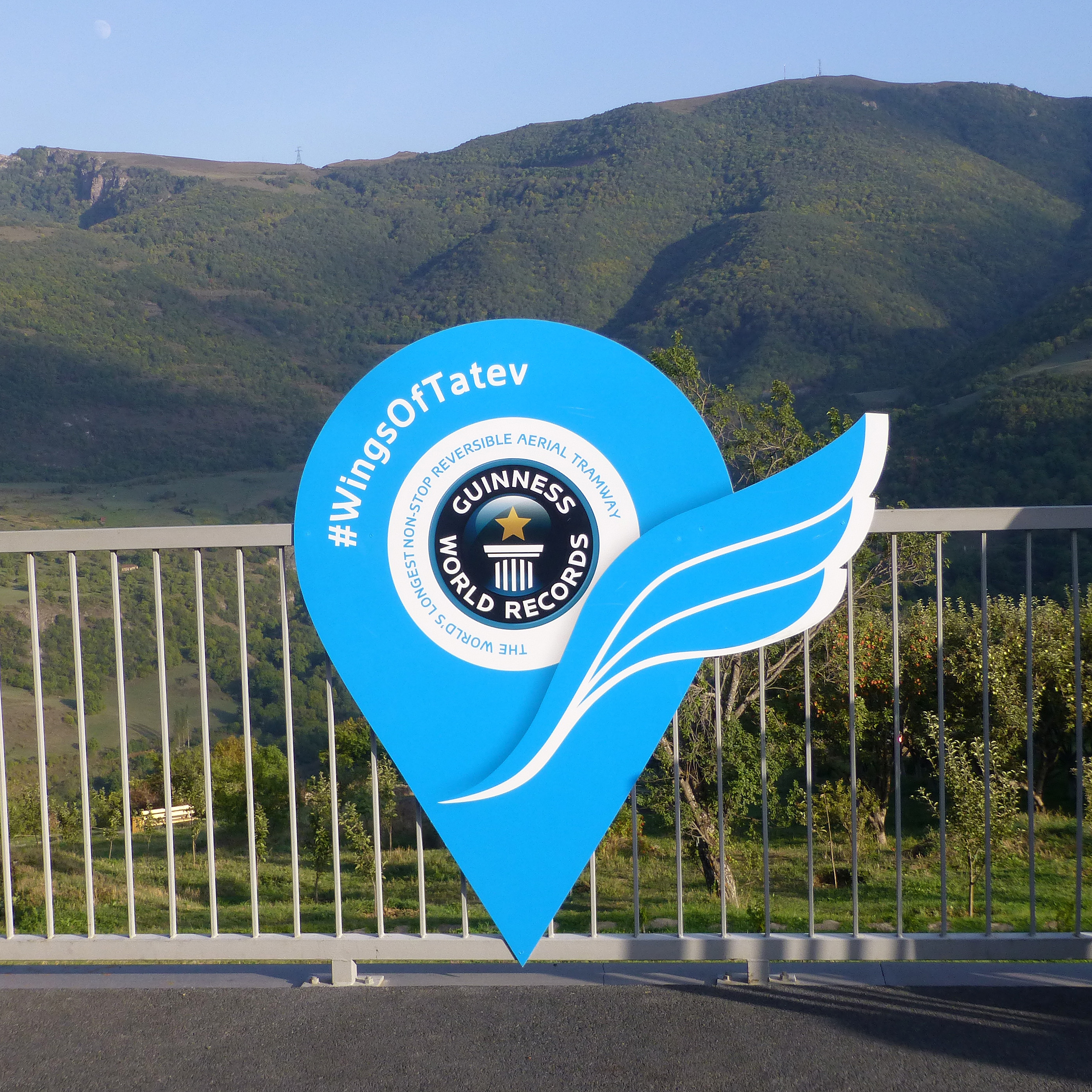
Guinness World Records skylt vid Tatevs vingar
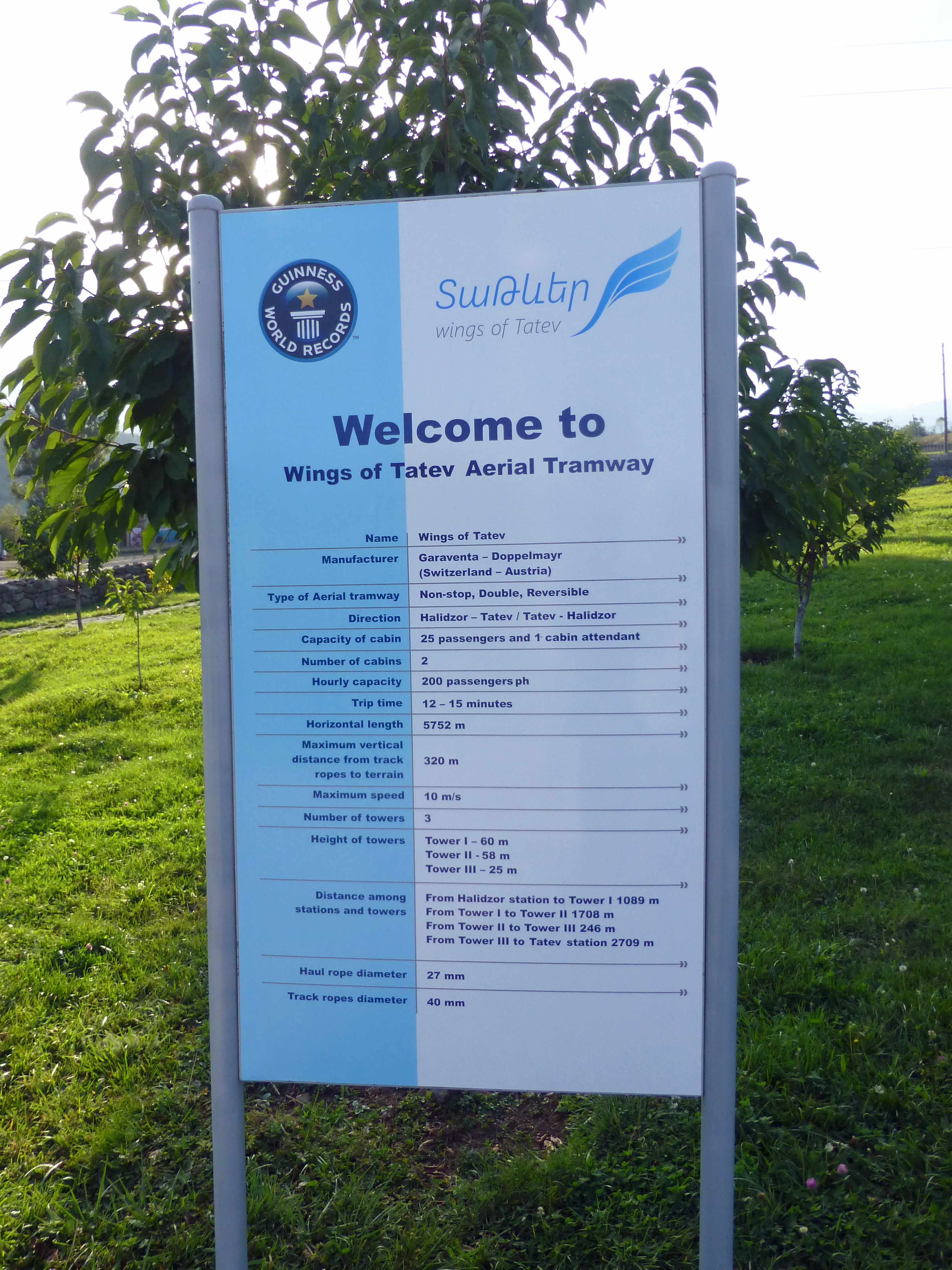
Informationskylt med fakta om Tatevs vingar enligt Guinness World Records
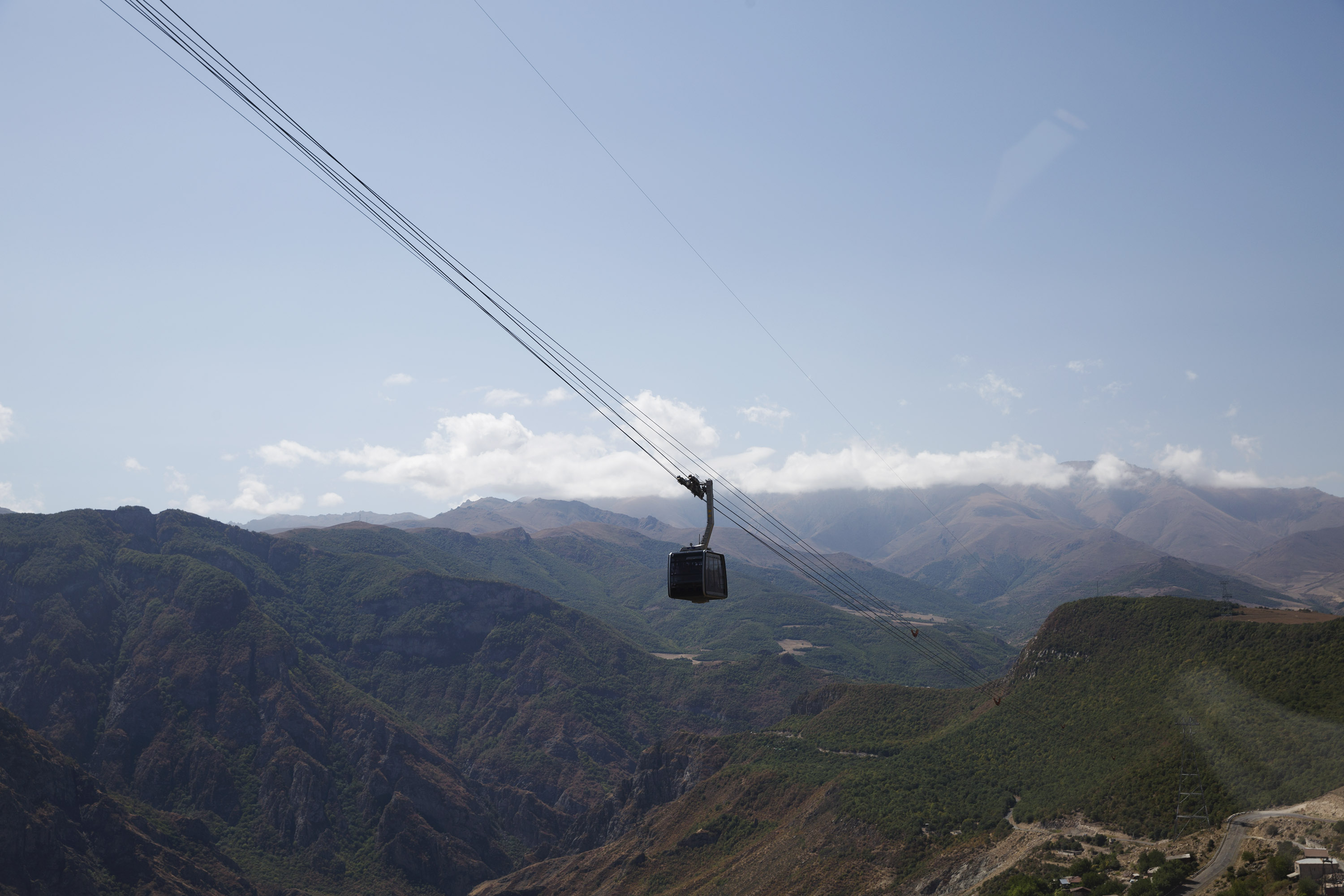
Tatevs vingar
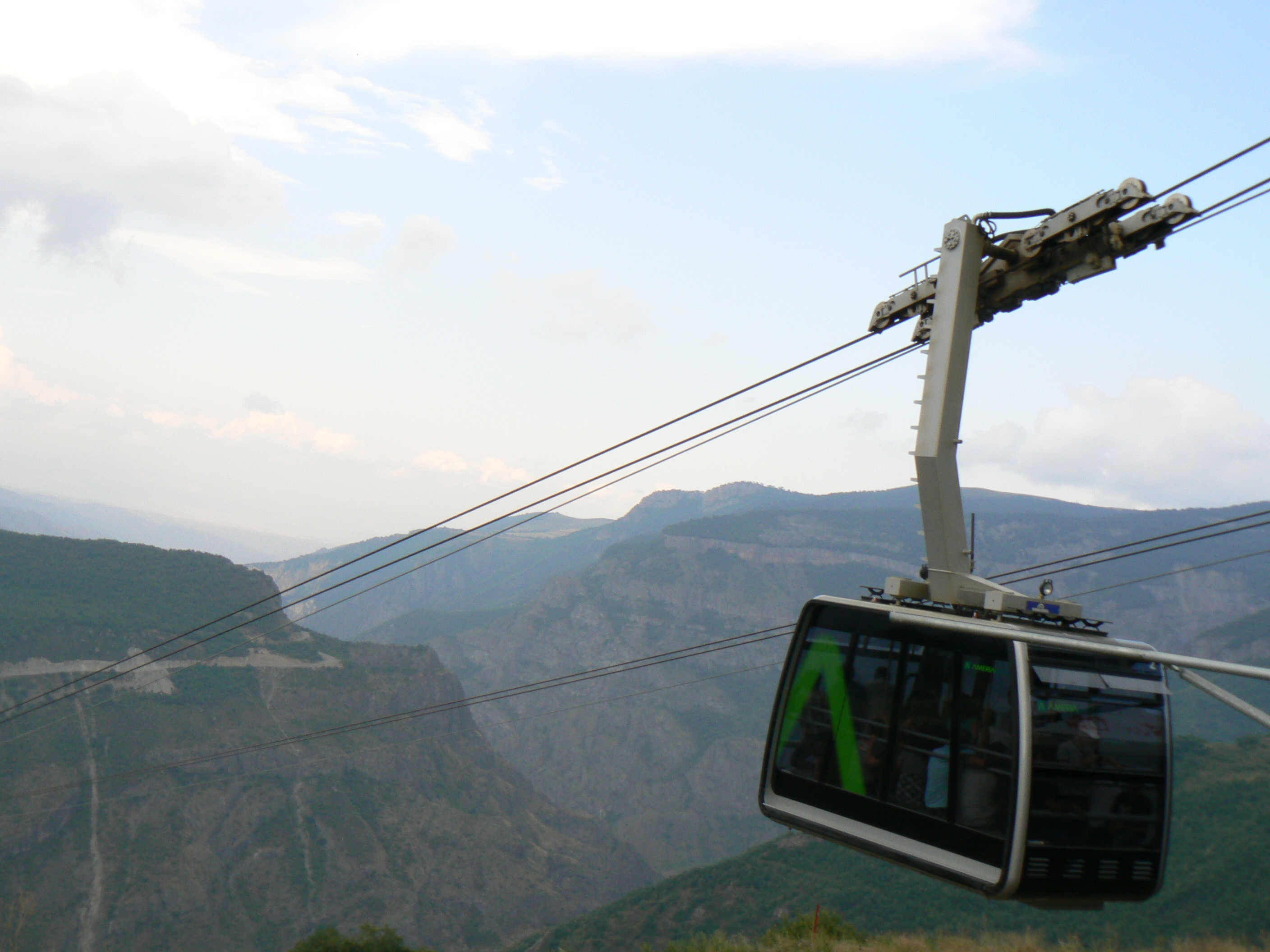
Kabinen
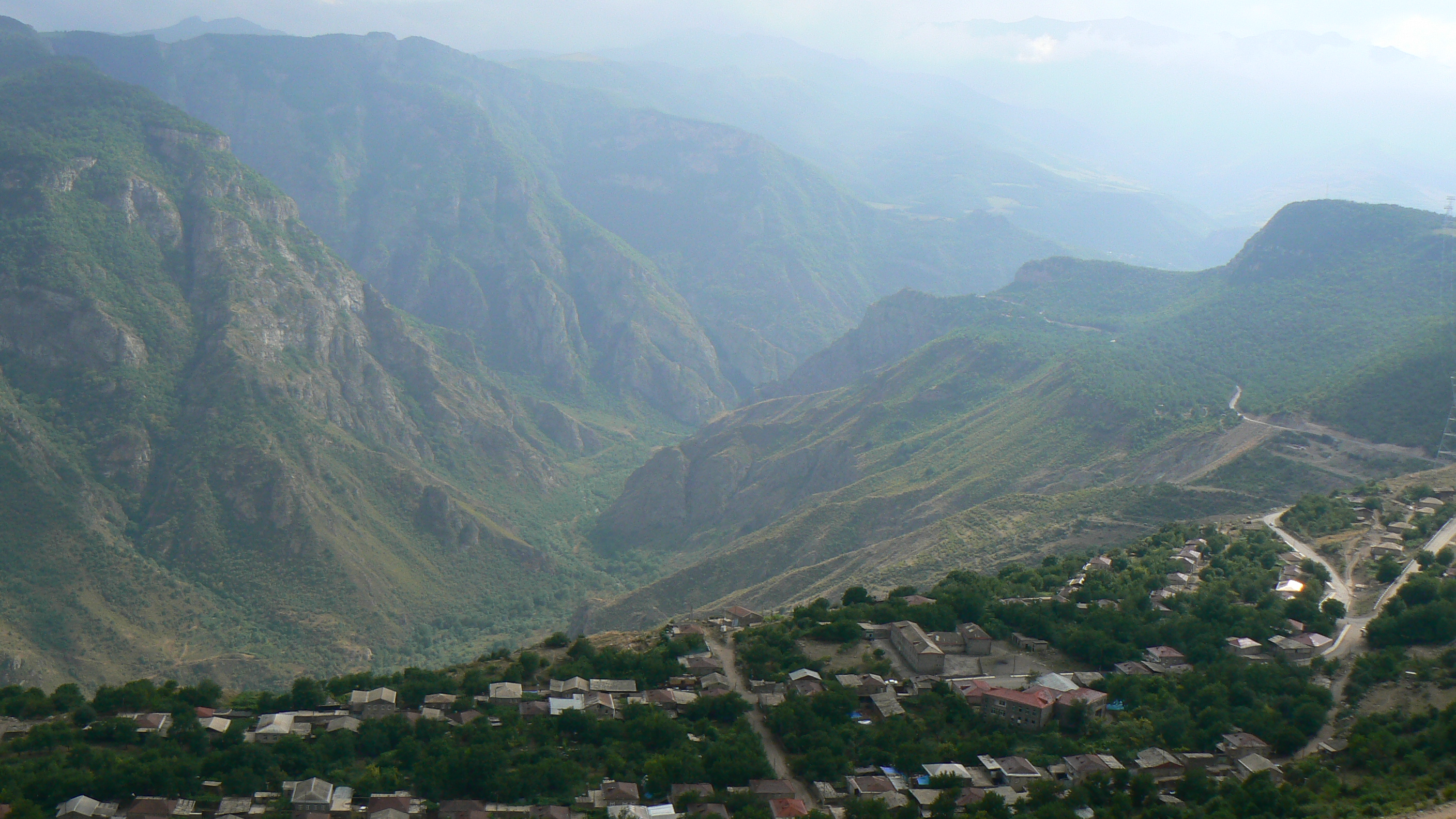
Utsikt från kabinen
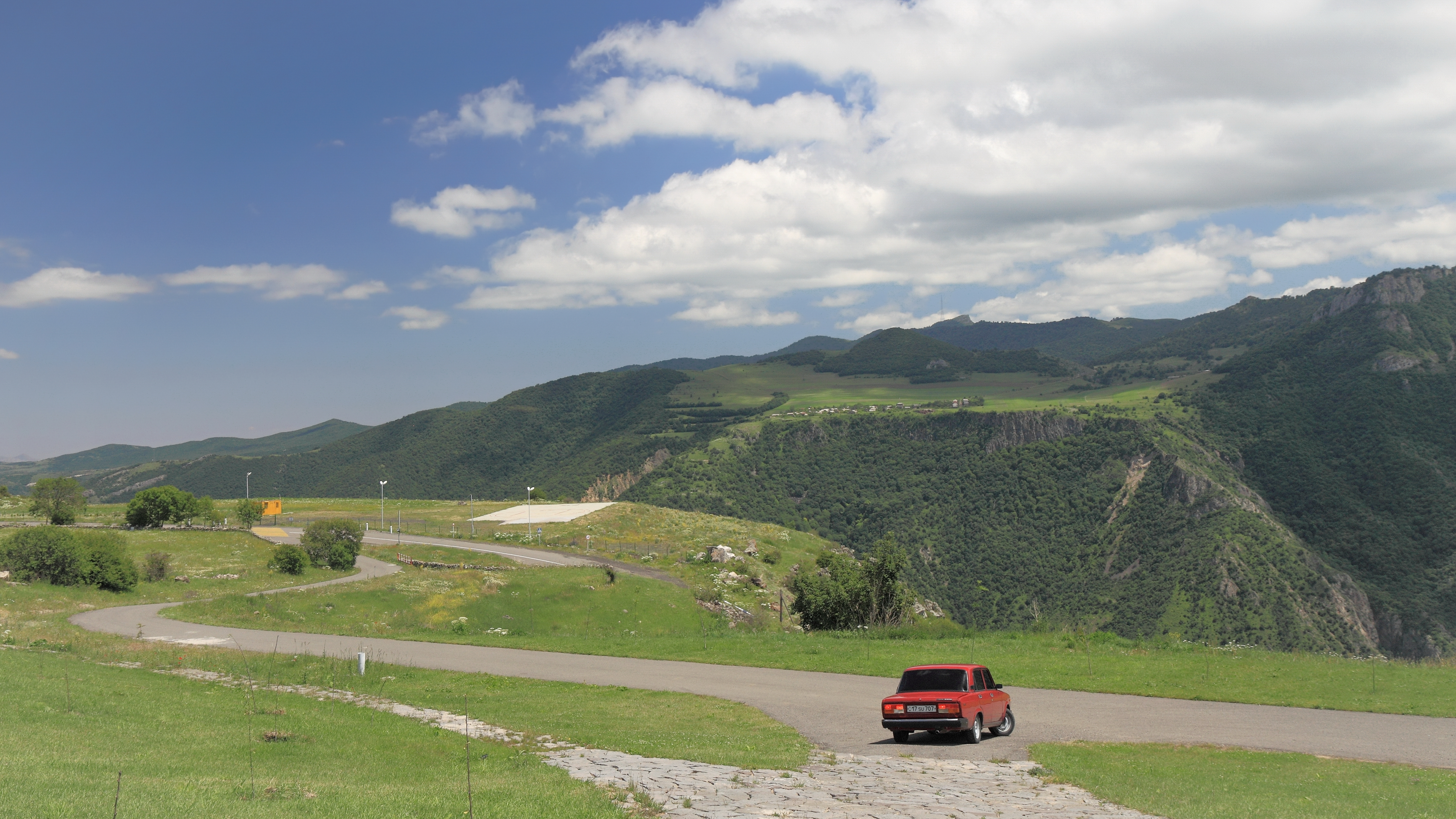
Vägen till huvudbyggnaderna och bas-stationen i Halidzor
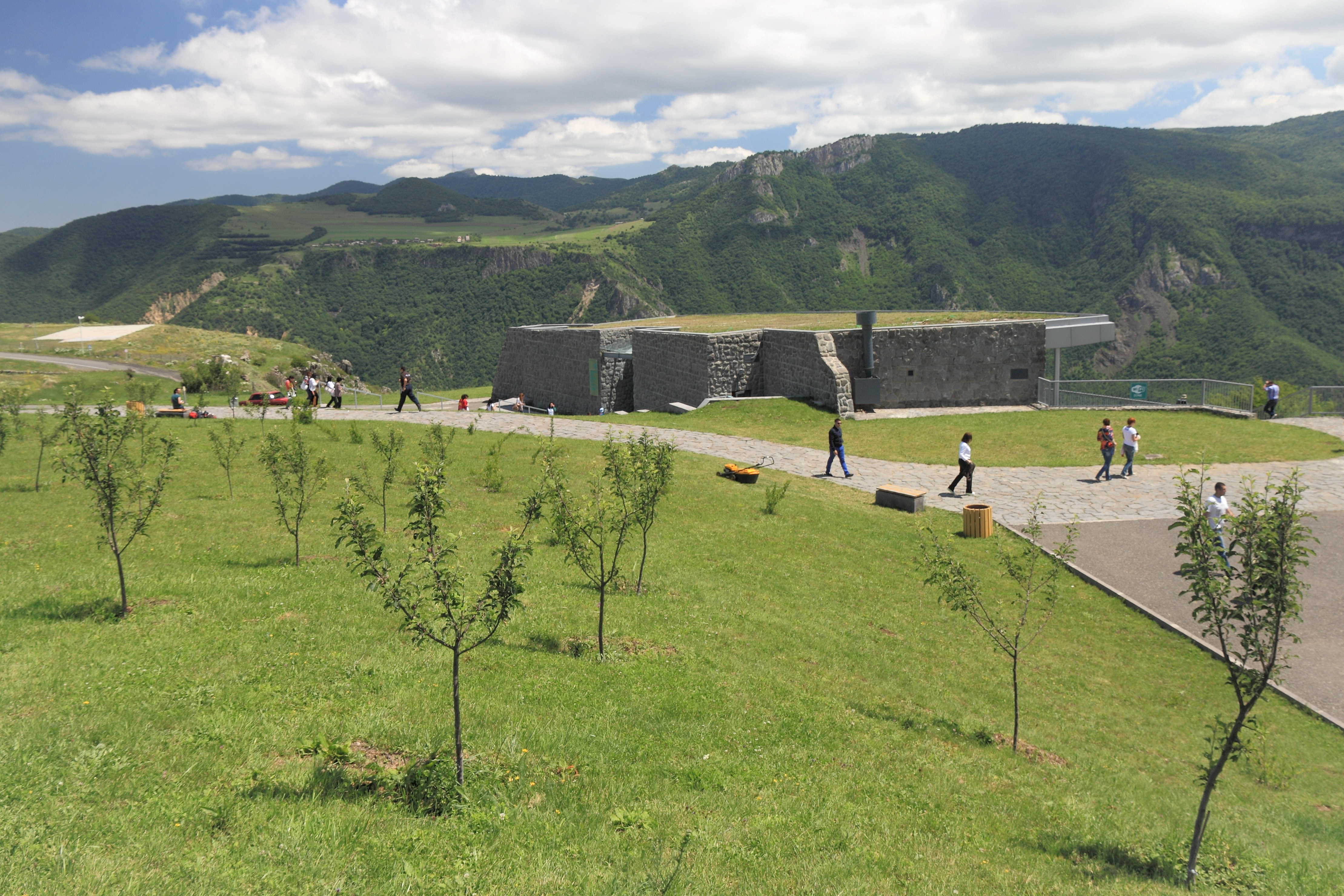
Byggnaden med restaurang och biljettkontor
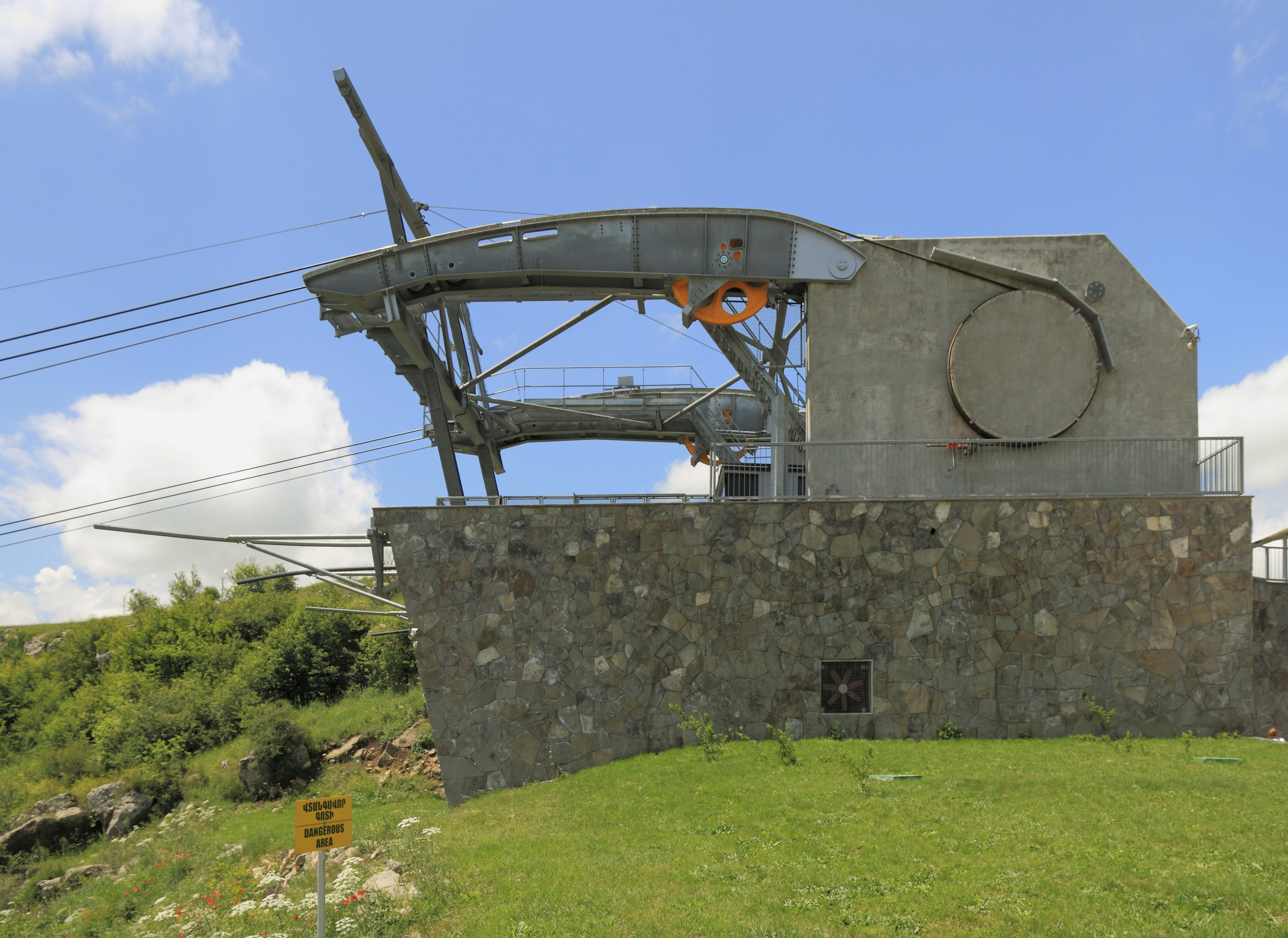
Basstationen "Halidzor"
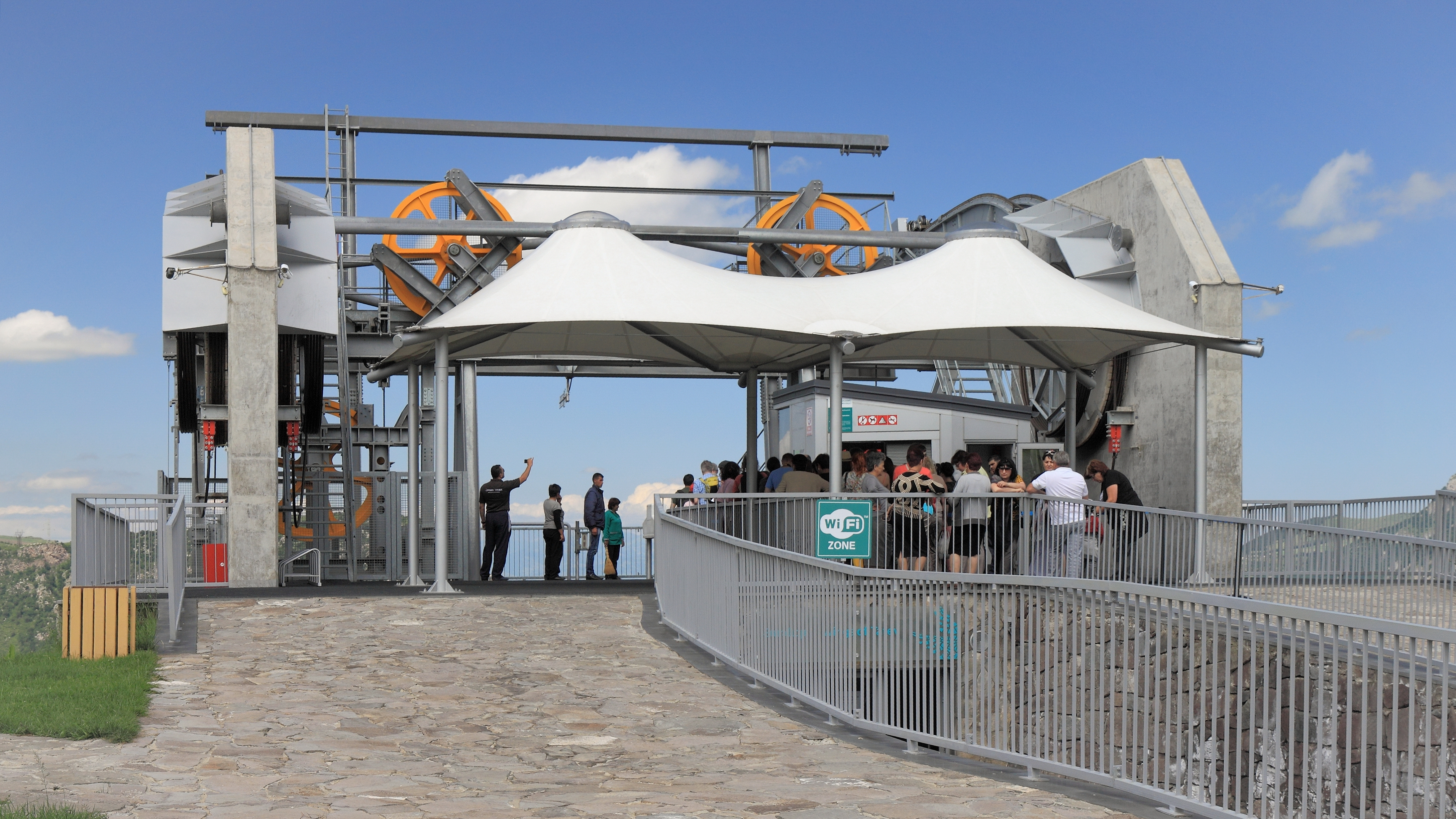
Den övre stationen, "Tatev"
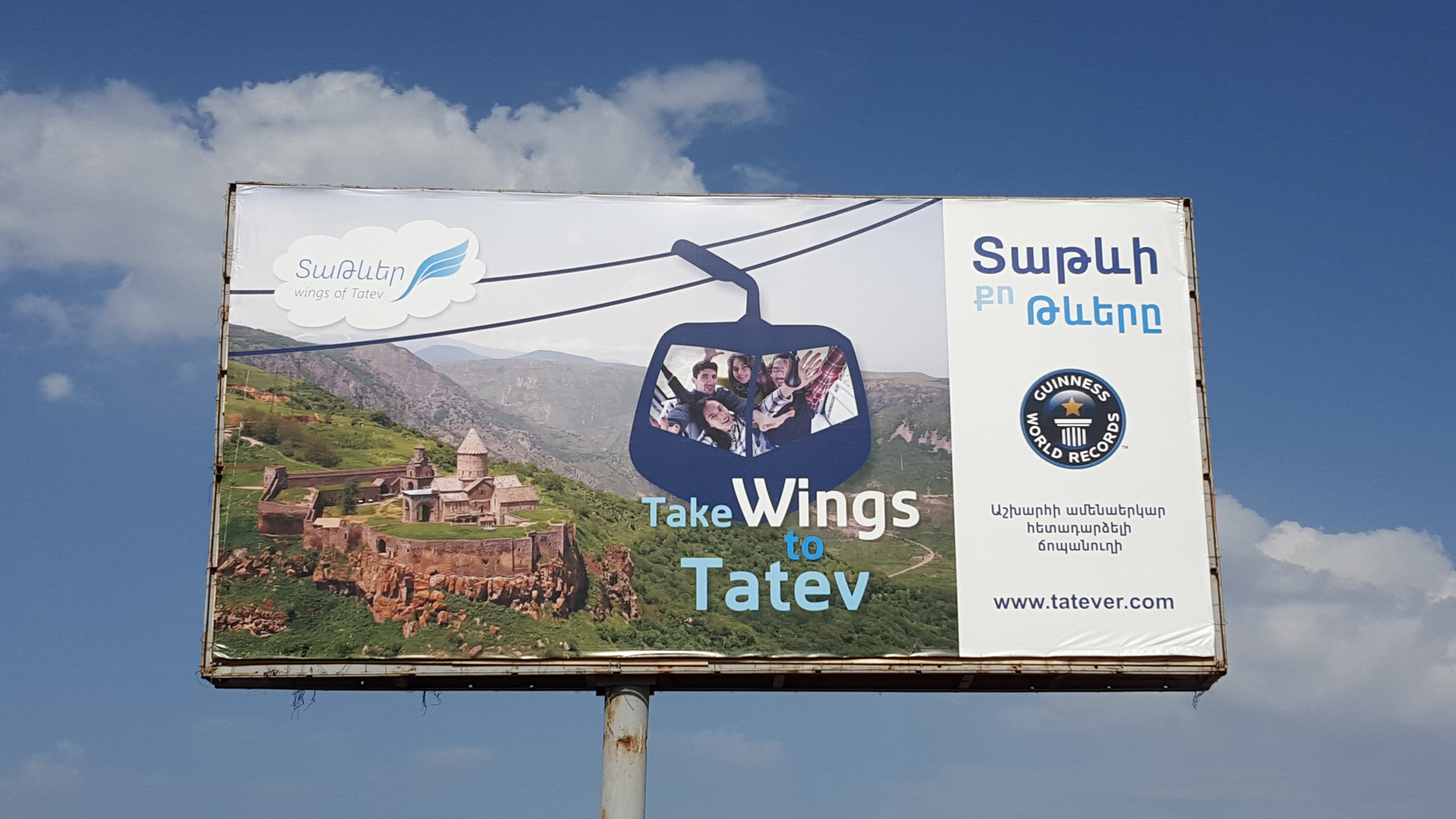
Reklamskylt nära Goris